# 郵便記号

郵便記号・郵便マーク

郵便記号（ゆうびんきごう、〒）または郵便マーク（ゆうびんマーク）は、日本の郵便事業・郵便局の記号・シンボルマーク。明治20年（1887年）に逓信省が徽章として考案・発表し、後身の郵政省・郵政事業庁・日本郵政公社へと引き継がれ、民営化後の日本郵政グループのブランドマークとなっている。
郵便（日本郵政グループ）以外では、旧郵政省の電気通信関連部門を引き継いだ総務省の技術基準適合マークとして使用されている。過去には旧通産省の電気用品取締法の合格マークとしても使用された。→後述
郵便マーク（ゆうびんマーク）と呼ばれることが多いが、日本産業規格（JIS）において「〒」は「郵便記号」（ゆうびんきごう）と呼称されており、「郵便マーク」は「〠」（顔郵便マーク）を指す。Unicode のコードポイントは、郵便記号（〒）が U+3012、郵便マーク（〠）が U+3020 である。
郵便記号（〒）は日本国独自のものであり、日本国外では郵便記号として利用することはできない。また、郵便番号を表示するときにもしばしば用いられ、はがきや封筒に郵便番号と併せて郵便記号も書いているケースがあるが、日本郵便が定めている「内国郵便約款」では不可となっている。

## 丸に一引き（明治17年6月第15号布達郵便徽章）

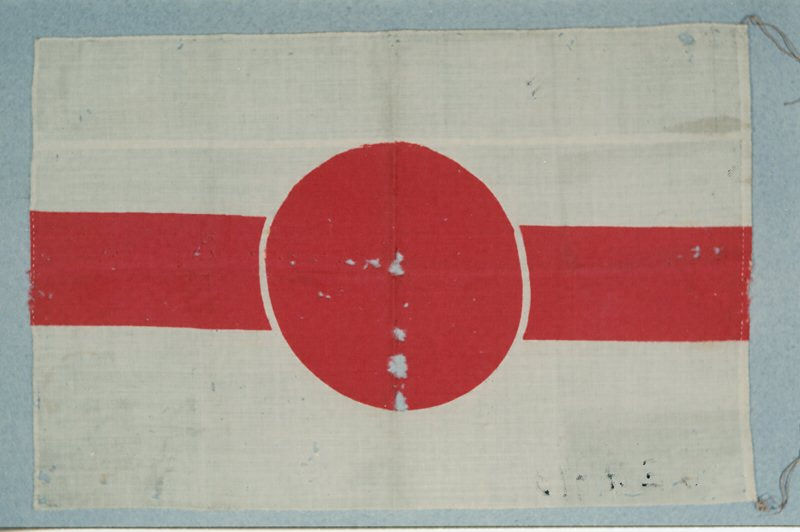
丸に一引き

明治4年4月20日（1871年6月7日）に日本の郵便事業が始まったが、当初は特に定められた徽章はなく、「郵便」の文字だけであった。明治10年（1877年）頃から、大きな赤丸（いわゆる「日の丸」的な徽章）に太い横線を重ねた赤い「丸に一引き」が郵便マークとして用いられ始めたとされている。「丸に一引き」は郵便配達員の制帽・制服・郵便旗などに記されており、明治17年（1884年）6月23日太政官布達第15号により、正式に「郵便徽章」と定められた。その後、後述のように明治20年（1887年）に「〒」が逓信省の徽章に定められた際、この郵便徽章は自然消滅に属するとされ、新調するまでの間は、そのまま使用できるものとした。
なお、郵便等の所管官庁として逓信省が創設されるのは、その翌年、明治18年（1885年）である。

## 郵便マークの日と誕生までのいきさつ
2月8日は郵便マークの日となっている。

郵便記号・郵便マーク

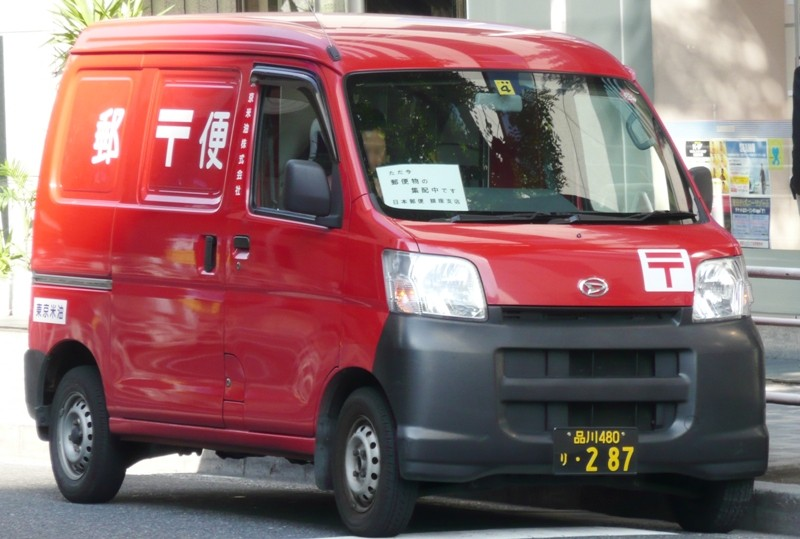
ボンネット上に「〒」マークを表示した旧日本郵政公社（現・日本郵政グループ）委託会社の郵便車

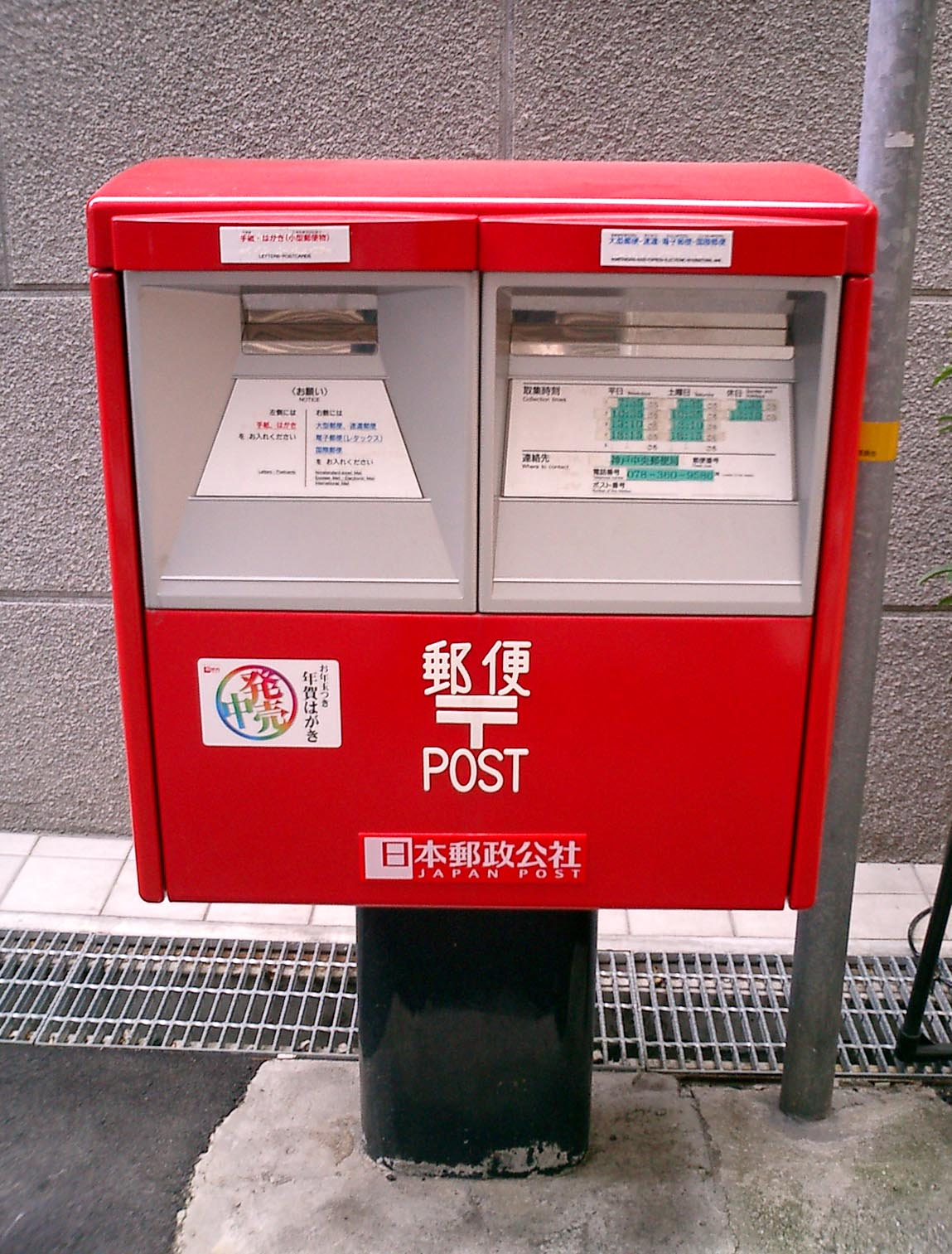
表面に「〒」マークを表示した旧日本郵政公社（現・日本郵政グループ）設置の郵便ポスト

明治20年（1887年）2月8日、当時の逓信省は「今より (T) 字形を以って本省全般の徽章とす」と告示（明治20年2月8日逓信省告示第11号）した。ところが、2月14日に「〒」に変更し、2月19日の官報で「実は「〒」の誤りだった」ということで訂正されてしまった。
この経緯に関しては、諸説あることで知られている。
1. 「T」を第一案とし、「テイシンショウ」の片仮名の「テ」を図案化した「〒」を第二案として提出したところ、第二案の「〒」が採用された。しかし、告示の時「T」と誤ってしまったために、これを訂正した、という説。
2. 「T」にすることで最初から決まっていたものの、後日調べてみると「T」は国際郵便の取扱いでは、郵便料金不足の印として万国共通に使用されていた。そのため、これによく似たマークは適当ではないということで、「〒」に訂正した、という説。また、この訂正では、「テイシンショウ」の片仮名の「テ」からの説と、単純に「T」の上に一本足して「〒」とした、という説の2つがある。
3. 船会社（日本郵船）のファンネルマークが横二本で、同社の社員から、これは日本を意味するもので、この下に縦棒をつけて「〒」とした説（NHK総合テレビで2018年8月17日に放送された『チコちゃんに叱られる!』で取り上げられた[注釈 1]）。

どれが有力か、ということはないが、一般には 2. のほうが多く語られている。また、「Tの上に棒を一本加える」というアイディアは、初代逓信大臣であった榎本武揚が出したとも言われている。
なお、「T」マークの由来にも諸説あり、漢字の「丁」（てい）を図案化したもので、これは「甲乙丙丁」の「丁」が逓信（ていしん）の「てい」の読みに合うからだという説や、「逓信」をローマ字で表した「Teishin」の頭文字だという説もある。
いずれにせよ、これ以降は「〒」の徽章が、郵便配達員が身につける帽子（丸笠）の正面や制服上着の袖口、郵便旗、あるいは書状集め箱（現在の郵便ポスト）につけられるようになった。また、当初は上述の「丸に一引き」や封筒をモチーフにしていた「郵便局」を示す地図記号も、「〒」を丸で囲んだものと定められた。
なお、郵便記号の縦横比は、昭和25年（1950年）の郵政省告示第35号により幅のほうが広く高さが低いのが正しい記号である。

## 年譜
- 1887年2月8日 - 逓信省告示第11号（本省徽章ヲ創定ス）「自今 (T) 字形ヲ以テ本省全般ノ徽章トス」
- 1950年 - 郵政省告示第35号（郵政省において掲揚する旗章）
- 1968年7月1日 - 郵便番号導入
- 2001年
  - 1月5日 - 上記の2つの告示を中央省庁等改革に伴い廃止
  - 1月19日 - 郵政事業庁告示第1号「〒字形をもって郵政事業庁のき章とする（平成13年1月6日付）」
  - 1月22日 - 告示で、郵政事業庁において掲揚する旗章を定めた
- 2003年2月7日 - 日本郵政公社のシンボルマークに「〒」を引き続き採用と発表[5]
- 2007年3月19日 - 郵政民営化後の日本郵政グループのブランドマークに「〒」を引き続き採用と発表[6]

## 顔郵便マーク
顔郵便マーク（〠）は「ナンバーくん」という名前で、かつては切手にも登場したことがある。しかし、1996年に新キャラクターの「ポストン」が登場したことから郵政の場では公式には使われなくなった。さらに民営化により、日本郵政グループでは「撤去が望ましい」扱いとされた。なお、ポストンは引き続き使用可能となっている。

## 郵便以外の〒マーク
郵便以外で利用される〒マークとして、次のようなものが存在する。

### 電気用品取締法
家庭用電気製品やその他の電気器具について、電気用品取締法に基づく試験に合格した証印として、逆三角形（甲種）や円形（乙種）の中に「〒」を描いたマークが使われていた。その由来はかつて「逓信省電気試験所」が電気製品に関する試験を行っていたためとされている。なお、逓信省電気試験所は商工省に移管の後、電気試験業務は日本電気計器検定所（経済産業省所管）に引き継がれている。
なお、2001年（平成13年）に電気用品取締法が電気用品安全法に改称され、同義のマークもひし形や円形の中に「PSE」を描いたものに変更され、これ以降に製造された電気製品に「〒」は使われていない。

### 電波法及び電気通信事業法
1985年（昭和60年）より電話機やファックスなどの端末機器について電気通信事業法の技術基準適合認定として、
また、1987年（昭和62年）より携帯電話端末やPHS端末などの無線機器について電波法の技術基準適合証明として、
「〒」を用いた円形マークを用いていたが、1991年（平成3年）に統一され、1995年（平成7年）より稲妻のデザインと「〒」を組み合わせた円形の技適マークが使用されている。
なお、2010年（平成22年）からは、印刷やラベル貼付以外にディスプレイ表示させることも認められた。

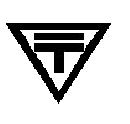
旧電気用品取締法・甲種
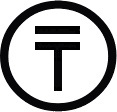
旧電気用品取締法・乙種
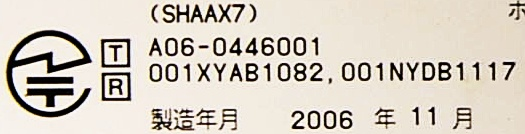
技術基準適合認定及び技術基準適合証明。左端が技適マーク

## 符号位置
| 記号 | Unicode | JIS X 0213 | 文字参照            | 名称                       |
| ---- | ------- | ---------- | ------------------- | -------------------------- |
| 〒   | U+3012  | 1-2-9      | &#x3012; &#12306;   | （日本の）郵便記号         |
| 〶   | U+3036  |            | &#x3036; &#12342;   | （丸付きの日本の）郵便記号 |
| 🏣   | U+1F3E3 |            | &#x1F3E3; &#127971; | 日本の郵便局               |